# Takers
Takers är en amerikansk kriminalfilm från 2010 i regi av John Luessenhop.

## Handling
Matt Dillon, Idris Elba, Jay Hernandez, Michael Ealy, Tip "T.I" Harris, Paul Walker, Chris Brown och Hayden Christensen spelar huvudrollerna i denna nervkittlande actionthriller där höga insatser står på spel ... En ökänd grupp professionella brottslingar har kommit undan med en serie briljant planerade bankrån. Nu ger de sig på en sista stöt - deras livs chans, med 25 miljoner dollar i potten. Det enda hindret är en polis som är fast besluten att göra vad som krävs för att lösa fallet och stoppa dem.

## Rollista (i urval)
- Chris Brown - Jesse Attica
- Hayden Christensen - A.J
- T.I. - Dalonte' Rivers, Ghost
- Matt Dillon - Jack Welles
- Michael Ealy - Jake Attica
- Idris Elba - Gordon Cozier
- Jay Hernandez - Eddie Hatcher
- Zoe Saldana - Lilly
- Marianne Jean-Baptiste - Naomi Cozier
- Paul Walker - John Rahway